# Герб Вьетнама
Герб Вьетнама — изначально был принят как герб Демократической Республики Вьетнам (Северный Вьетнам) 30 ноября 1955 года.
Содержит жёлтую (золотую) звезду на красном полотне, с направленной социалистической тематикой. Шестерёнка и зерновые культуры представляют союз сельского хозяйства и промышленности в общей коммунистической модели.
Стал общенациональным после воссоединения с Южным Вьетнамом 2 июля 1976.

## История герба

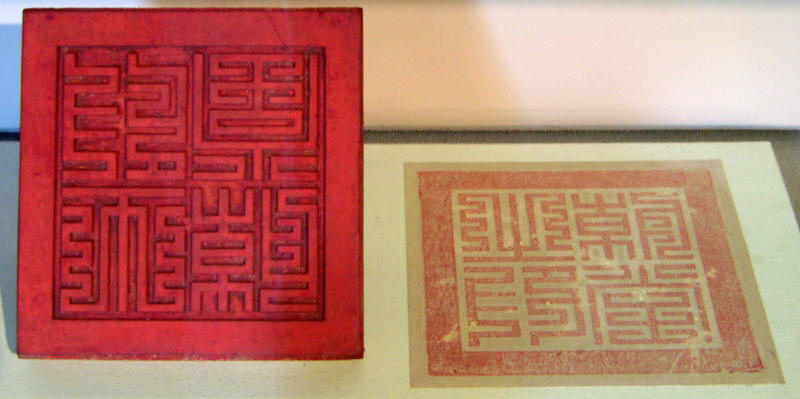
Печать династии Тэйшон

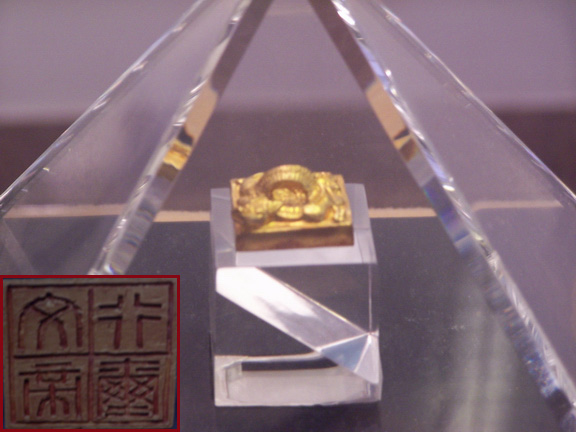
Печать Императора Ван времен Намвьета

Впервые символика Вьетнама (императорская печать) появилась во время Намвьета и представляла из себя красный квадрат с красными иероглифами внутри. Такая же, но с другими иероглифами, печать была и в династии Тэйшон. Во время династии Нгуенов в 1903 году Вьетнам обрел свой первый герб в виде золотого дракона, обвивающего меч со свитком с текстом "大南", что переводится с китайского как "Великий юг". Известна также версия, где дракон виден спереди и уже без меча со свитком. Первоначально гербом служила та же императорская печать, но с другим текстом. Эмблема генерального правительства Французского Индокитая была синим кругом с переплетающимися буквами "GGI", что расшифровывается как gouvernement général l'Indochine (Генеральное правительство Индокитая.)
Во время второй мировой войны, после капитуляции Франции, 22 сентября 1940 года французский Индокитай был оккупирован японскими войсками. В то время организовался Вьетминь, который поднимал несколько восстаний как против японских, так и против французских колонизаторов, и символом которого являлась желтая звезда. Вскоре после падения Франции администрация Французского Индокитая, контролируемая из Вишистской Франции, разрешила Японии оккупировать северную часть своей территории. В стране был установлен «совместный протекторат» Японии и Вишистской администрации.
11 марта 1945 года была создана так называемая вьетнамская империя, символом которой являлась печать императора Чи Бао из династии Нгуен.
После поражения стран Оси во второй мировой войне на территории бывшей вьетнамской империи 2 сентября 1945 года Вьетминем была создана Демократическая Республика Вьетнам. Её гербом стала используемая по настоящее время красная эмблема с желтой звездой и колосьями по бокам. В 1948-1949 годах существовало профранцузское временное центральное правительство Вьетнама, гербом которого стал желтый щит с тремя вертикальными красными полосами, значащими 3 региона Вьетнама. На его замену в 1949 году пришло Государство Вьетнам, герб которого был таким же как и прошлый герб, только с красной обводкой и с синим драконом на щите. После Индокитайской войны в 1954 году по итогам Женевской конвенции Вьетнам был разделен на 2 части; северную и южную. У северного Вьетнама был и остается нынешний герб, претерпевший небольшие изменения, а южный Вьетнам менял его 2 раза — в 1957 и 1963 годах. Первый герб (малый) представлял собой флаг Южного Вьетнама на щите, за исключением красных полос, которые стали диагональными, и был отменен 1 ноября 1963 года. Второй герб был такой же, но с измененной в сторону минимализма формой щита и с вертикальными полосами. Этот герб оставался до падения Сайгона, а после на смену проамериканскому правительству пришло временное правительство Республики Южный Вьетнам, которое установила герб северного Вьетнама с жёлтой территорией Вьетнама вместо желтой звезды, который был отменен 2 июля 1976 года вместе с окончательным воссоединением южного и северного Вьетнама.

## Список всех гербов, печатей и эмблем
| Историческая геральдика                                     | Историческая геральдика | Историческая геральдика                                         | Историческая геральдика |
| Символ                                                      | Использование | Продолжительность                                               | Описание |
| Древний период                                              | Древний период | Древний период                                                  | Древний период |
| ----------------------------------------------------------- | --- | --------------------------------------------------------------- | --- |
|                                                             | Барабан Донгшон из Ван Лан (культура Донгшон), приписываемый мифической династии Хонг Бан. | 600 г. до н.э. или ранее–258 г. до н.э.                         | Узоры на барабанах Донгшон выполнены в реалистичном стиле и изображают дома на сваях, танцующих людей, людей, колотящих рис, бьющих в барабаны и плавающих под парусами, а также животных и птиц. Сцены изображают повседневную жизнь древнего Вьета и отражают современный художественный талант и ум. Барабаны Донгшон использовались в качестве музыкальных инструментов на фестивалях, для молитв о дожде и хорошем урожае, для ритуалов, таких как свадьбы и похороны, а также для командования армией. Их также использовали в качестве погребальных предметов и как символы власти вождей племен.                                                                                |
|                                                             | Императорская печать Императора Ван из Намвьет. | 137 г. до н.э.–124 г. до н.э.                                   | Надпись «Văn đế hành tỉ» (кит. 文帝行璽, рус. Император Ван) написанная печатным шрифтом. |
| Императорский Вьетнам                                       | |                                                                 | |
|                                                             | Печать князей Нгуен, позже императорская печать династии Нгуен. | 1709–1777, 1780–1802, (князья Нгуен) 1802–1846 (династия Нгуен) | Надпись «Đại Việt quốc Nguyễn Chúa vĩnh trấn chi bảo» (кит. 大越國阮𪐴永鎮之寶, рус. Царство божье вечно и непреходяще), написанная печатным шрифтом. |
|                                                             | Императорская печать династии Тэйшон. | 1778–1802                                                       | Надпись «Triều đường chi ấn» (кит. 朝堂之印, рус. Печать суда), написанная печатным шрифтом. |
|                                                             | Императорская печать династии Нгуен. | 1846–1945                                                       | Надпись «Đại Nam thụ thiên vĩnh mệnh truyền quốc tỷ» ( кит. 大南受天永命傳國璽, рус. Великий Юг имеет вечный Мандат Небес и нефритовую печать для передачи наследия Империи), написанная печатным шрифтом. |
| Колониальный Вьетнам                                        | |                                                                 | |
|                                                             | Печать французской Кохинхины и позже французского Индокитая. | 1879–1954                                                       | Большая печать Франции с небольшими локализациями. На колониальной печати пачка риса заменяет традиционные французские символы сельского хозяйства (сноп пшеницы), искусства (инструменты художника) и науки (горящая лампа). На правой стороне печати дубовые ветви были заменены якорем, якорь символизирует тот факт, что колония Французской Кохинхины изначально находилась под контролем министерства военно-морского флота и колоний. Также с печати удалили галльского петуха на руле направления. Более того, что имеет символическое значение, урна, символизирующая всеобщее избирательное право на Большой печати Франции, не была включена в колониальную печать. Влияние: |
|                                                             | Герб французской Кохинхины | 1862–1946                                                       | Гербовый щит со множеством синих треугольников, напоминающий зубчатую ленту, обычно встречающуюся на императорских китайских и вьетнамских флагах, окружающий черную внутреннюю часть. Влияние: |
|                                                             | Большая печать вице-короля французского протектората Тонкина. | 1886–1897                                                       | Надпись «Khâm sai đại thần quan phòng» ( кит. 欽差า臣關防, рус. Печать имперского комиссара), написанная печатным шрифтом. |
|                                                             | Герб французского протектората Аннам | 1903–1948                                                       | Золотой дракон обвивающий меч со свитком с текстом "大南" что переводится с китайского как "Великий юг". |
|                                                             | Вариант герба французского протектората Аннам |                                                                 | Тот же дракон но уже выглядящий сбоку и без свитка с мячом. Влияние: |
|                                                             | Эмблема Генерального правительства Французского Индокитая. | 1887–1956                                                       | Круглая синяя эмблема с переплетенными заглавными буквами GGI которые означают "Генеральное управление Индокитая" (фр. Gouvernement général de l'Indochine). |
|                                                             | Печать во вьетнамском стиле Генерального правительства Французского Индокитая. | 1887–1956                                                       | Надпись «Đại Pháp Quốc Khâm mệnh Tổng thống Đông Dương Toàn quyền đại thần quan nho» ( кит. 大法國欽命總統東洋全權大臣關伩, рус. Великая Франция назначила президентом Тойо полномочного министра Гуань Юаня), написанная печатным шрифтом. |
| Северный Вьетнам                                            | |                                                                 | |
|                                                             | Герб Демократической Республики Вьетнам. | 30 ноября 1955 года – 2 июля 1976 года                          | Круг с красным фоном на котором расположена пятиконечная золотая звезда, обрамленная рисовыми колосьями, под которыми расположена половинка зубчатого колеса и надпись "Việt Nam Dân chủ Cộng hòa" (рус. Демократическая Республика Вьетнам). |
| Автономная Республика Кохинхина                             | |                                                                 | |
|                                                             | Герб автономной республики Кохинхина | 1946–1948                                                       | Бледно-лазурный щит, украшенный двумя серебряными вставками. |
| Временное центральное правительство Вьетнама                | |                                                                 | |
|                                                             | Герб временного центрального правительства Вьетнама | 1948-1949                                                       | Флаг Южного Вьетнама (Cờ vàng ba sọc đỏ), расположенный вертикально на щите. |
| Государство Вьетнам                                         | |                                                                 | |
|                                                             | Большая печать государства Вьетнам. | 1949–1954                                                       | Печать с надписью «Quốc-gia Việt-Nam – Đức Bảo Đại – Quốc-trưởng» (рус. Государство Вьетнам – Дык Бао Дай – глава государства) и «保人國長» (рус. Глава страны гаранта) сверху вниз, справа налево печатным шрифтом. |
|                                                             | Герб государства Вьетнам. | 1954-26 октября 1955                                            | Флаг Южного Вьетнама расположенный вертикально на обведенном красным цветом щите, украшенным синим вьетнамским драконом пассантом. Влияние: |
|                                                             | Вариант герба государства Вьетнам в котором он фигурировал на вьетнамских паспортах (изображение). Данная версия также использовалась на паспортах южного Вьетнама в 1957 году.                                                                       | 1954-26 октября 1955                                            | Флаг Южного Вьетнама расположенный вертикально на щите украшенным синим (в данной версии жёлтым) вьетнамским драконом пассантом. Красные и жёлтые цвета на щите поменялись местами. Влияние: |
|                                                             | Вариант герба государства Вьетнам. | 1954-26 октября 1955                                            | Флаг Южного Вьетнама расположенный вертикально на упрощенном щите и украшенный синим вьетнамским драконом пассантом, смотрящим налево. Влияние: |
| Южный Вьетнам                                               | |                                                                 | |
|                                                             | Печать Южного Вьетнама. | 26 октября 1955 года–1957                                       | Кусты бамбука, растущие на холме в кольце с надписью Viet - Nam Cong - Hoa (рус. Вьетнамский конгресс Хоа) |
|                                                             | Эмблема Южного Вьетнама. | 1957 – 1 ноября 1963                                            | Заросли бамбука и свиток с надписью «VIỆT-NAM», держащий опору на кисти для чернил (представляющую граждан) и меч (представляющий военных). |
|                                                             | Эмблема Южного Вьетнама в форме щита. | 1957 – 1 ноября 1963                                            | Представляет собой смесь двух прошлых символик. Щит с кустами бамбука и свиток с надписью «VIỆT-NAM» держащий опору на кисти для чернил и мече. Влияние: |
|                                                             | Малый герб Южного Вьетнама | 26 октября 1955 – 1 ноября 1963                                 | Щит с флагом Южного Вьетнама, полосы на котором нарисованы диагонально. Влияние: |
|                                                             | Вариант герба Южного Вьетнама использовавшийся в его паспортах (изображение). | – 30 апреля 1975                                                | Кусты бамбука, растущие на холме на щите с надписью «Việt-Nam Cộng-Hòa» вписанной в свиток над бамбуком и с тем же текстом, но уже без свитка под ним. Влияние: |
|                                                             | Герб Южного Вьетнама в том виде, в каком он был изображен на президентской печати, которая использовалась с 1967 по 1975 год (изображение). | 1967 – 30 апреля 1975 года                                      | Герб Южного Вьетнама, который с обеих сторон держат синие драконы-пассанты. Влияние: |
|                                                             | Вариант прошлого герба. | 1967 – 30 апреля 1975                                           | Такой же герб как и прошлый, но вместо синих драконов золотые. Влияние: |
|                                                             | Герб Южного Вьетнама. | 1 ноября 1963 – 30 апреля 1975                                  | Квадратный щит с повернутым по вертикали флагом Южного Вьетнама. Влияние: |
| Вьетконг и Временное правительство Республики Южный Вьетнам | |                                                                 | |
|                                                             | Эмблема национального фронта освобождения Южного Вьетнама (сокр. НФОЮВ, наиболее известного как Вьетконг) | 20 декабря 1960 — 2 июля 1976                                   | Диск цветов флага Вьетконга (красного сверху и синего снизу), пятиконечная звезда, окруженная рисовыми колосьями и зубчатое колесо под ней. Влияние: |
|                                                             | Расширенная версия эмблемы НФОЮВ, использовавшаяся на некоторых документах. |                                                                 | Эмблема Вьетконга окруженная тремя вьетнамскими флагами слева и справа, по 3 флага с каждой стороны. Под ней располагается красная повязка в положении будто она располагается на шее. Влияние: |
|                                                             | Герб Временного правительства Республики Южный Вьетнам | 8 июня 1969 — 2 июля 1976                                       | Круг с красным фоном, на котором расположена территория Вьетнама, обрамленная рисовыми колосьями, под которыми расположена половинка зубчатого колеса и надпись "Việt Nam cộng hòa miền Nam" (рус. Южная республика Вьетнам). Влияние: |
| Социалистическая Республика Вьетнам                         | |                                                                 | |
|                                                             | Герб Социалистической Республики Вьетнам. | 2 июля 1976 — настоящее время                                   | Круг с красным фоном на котором расположена пятиконечная золотая звезда, обрамленная рисовыми колосьями, под которыми расположена половинка зубчатого колеса и надпись "Cộng hòa Xã hội chủ nghĩa Việt Nam" (рус. Социалистическая Республика Вьетнам). По сути это герб ДРВ, но с меньшим количеством рисовых зерен в колосьях и другой надписью. Влияние: |
| Другое                                                      | |                                                                 | |
|                                                             | Печать генерального протектората Тай Тханя (32-я провинция династии Нгуен, охватывающая территорию современной Камбоджи.) | 1838                                                            | Надпись «Trấn Tây tướng quân chi ấn» (кит. 鎭る將軍之印, рус. Печать генерала Тай Тханя) |
|                                                             | Герб королевства Седанг. | 1888 – 1890                                                     | Тёмно-синий щит с изображением леопарда. Под ним расположен скипетр, повернутый по диагонали в левую сторону и пересекающийся с тоже скипетром, но уже повернутым вправо по диагонали, и вместо державы у него на конце кисть руки. Над щитом изображена корона. |
|                                                             | Печать королевства Седанг. | 1888 – 1890                                                     | Печать с текстом Sedan kedra deh begueur marie. Под надписью «marie» расположены пустые колосья или ветви папоротника, а над ней мальтийский крест. В каждом углу видны восьмиконечные звезды. |
|                                                             | Печать Сипсонгчаутхая при династии Нгуен и французском правлении. | 1889 — 1945                                                     | |
|                                                             | Императорская печать Вьетнамской империи. | 11 марта — 23 августа 1945                                      | Печать с текстом «Hoàng Đế chi bảo» (кит. 皇帝之寶, рус. Печать императора), написанная печатным текстом. |
|                                                             | Герб Сипсонгчаутхая. | 1948 — 1955                                                     | Длинный щит с тёмно-синими полосами по бокам и с красной восьмиконечной звездой выше середины. Под гербом располагается колос пшена, огибающий щит наполовину. Влияние: |
|                                                             | Герб домена короны (домен короны изначально был геополитической концепцией династии Нгуенов для своих протекторатов и княжеств, где этническое население не составляет большинство, позднее стал типом административной единицы государства Вьетнам.) | 1950 — 1955                                                     | Дракон, окруженный облаками. |
|                                                             | Герб Нунгской автономной территории | Первая половина 1950-х годов                                    | Щит с изображением джонки чёрного цвета, плывущей по воде. Фон окрашен в зелёный, и только на 1/4 части в левом верхнем углу присутствует оранжевый свет. Вверху по обе стороны изображены золотые китайские иероглифы «忠孝» (вьет. Trung Hiếu, рус. верность и сыновняя почтительность) |